# Miguel Alberto González González

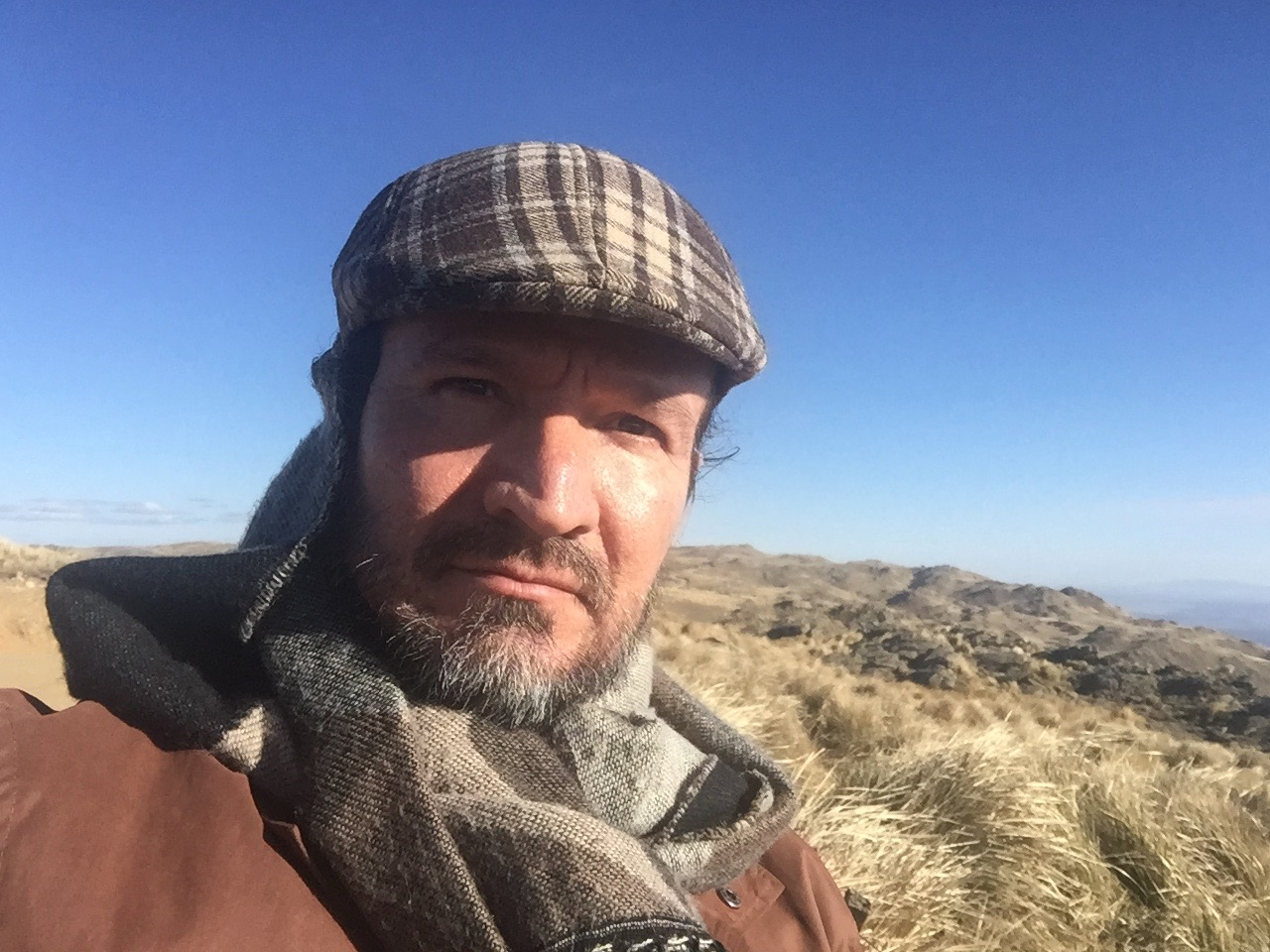
Miguel Alberto González González.

Miguel Alberto González González (Manzanares, Caldas, Colombia, 1966). Filósofo y literato Colombiano. Docente e investigador universitario en ciencias sociales y de la educación. Los lenguajes de los poderes inauguran su ensayística. Su literatura gira entre la utopía y la distopía, género que logra convocar con bastante significación se despliega en un encuentro dinámico entre saberes filosóficos, científicos y estéticos, donde la ironíase revela como un estado escritural. En su actividad estética de pintor, óleo sobre lienzo, ha desarrollado el concepto del tiempo en sus versiones de cronos, aión y kairós. La utopía, la distopía y las humanidades poscapocalípticas son su desafío de pensamiento, nos sugiere que siempre habrá vida más allá de tanto apocalipsis religioso y científico vendido, esa casi necesaria utopía es la que nos dona en sus pinturas y obras literarias.

## Biografía
PhD en Ciencias de la educación, Universidad Tecnológica de Pereira y PhD en Conocimiento y Cultura en América Latina, México. Ha participado con ponencias en eventos académicos en diversos países de América, Europa y Asia. Posee textos en revistas con reconocimiento académico. Se ha desplegado como docente invitado en varias universidades. Escribe sobre las realidades formativas, le ocupan las diversidades, inclusiones, los horizontes de la humanidad, los despliegues y contornos de la indiferencia. Lenguajes de los poderes inauguran y centran sus inquietudes investigativas que se traduce en publicaciones que cuestionan la manera en que los poderes reorganizan su mundo lingüístico con el cual gestan las realidades que desean, no las que se necesitan. Explica que "Todos los poderes tienen lenguajes para dominarnos, ¿liberarnos?, para decirnos qué, cuándo, cómo, dónde, con quién, por qué y para qué hacer esto o aquello, no son lenguajes liberadores sino lenguajes del control, lenguajes del miedo, lenguajes para no dejarnos pensar. Pensarnos más allá de los lenguajes de los poderes es no repetir sus consignas, es invitarnos a crear expresiones que están por fuera de las bibliotecas de los poderes". Diversar, diverser, aporopensar, aporobiografía, aporoeducación, aporopolítica son neologismos, entre algunos otros, que ha venido gestando en sus distintos textos. 
En literatura ha creado Kalkan, una población imaginaria donde establece lenguajes de alta crítica a las sociedades del siglo XXI. En sus pinturas desarrolla el concepto del tiempo, se ocupa de desplegar la crítica a la comprensión del tiempo reducido al cronos, a los colendarios y se interesa por dar fuerza a conceptos temporales como el aión y kairós.

## Libros publicados de ensayos
Unos ensayos que abordan la ocupación por el lugar de la humanidad en épocas convulsionadas, pero con rasgos de esperanza
- Horizontes Humanos: límites y paisajes. (2009). ISBN 978-958-9314-49-4 Manizales: Universidad de Manizales
- Umbrales de indolencia. Educación Sombría y justicia indiferente. (2010). ISBN 978-958-9314-60-9 Manizales: Universidad de Manizales
- Resistir en la esperanza. Tertulias con el tiempo. (2011). ISBN 978-958-44-84-82-6 Pereira: Universidad Tecnológica de Pereira
- Horizontear las utopías y las distopías. Tensiones entre lo apolíneo y lo dionisiaco. (2012). ISBN 978-384-847-38-09 España
- Desafíos de la universidad. Miradas Plurales. Carpe Diem. (2012). ISBN 978-3-659-02355-2 España
- Miedos y olvidos pedagógicos. (2014). ISBN 978-950-808-857-4 Rosario, Argentina: Editorial Homosapiens y Universidad Católica de Pereira
- Tiempos intoxicados en sociedades agendadas. Sospechar un poco del tiempo educativo. (2015). ISBN 978-958-8926-06-3 Bogotá: Editorial desde Abajo
- Aprender a vivir juntos. Lenguajes para pensar diversidades e inclusiones. (2016). ISBN 978-987-538-465-1 Buenos Aires: Editorial Noveduc[3]
- Cultura prosaica. Figuras retóricas en música popular. (2020). ISBN: 979-864-84-70-45-3  Manizales: Editorial Horizontes Humanos de Kalkan
- Aporografía. Testimoniar nuestras fragilidades. (2021). ISBN 978-958-44-84-82-6  Manizales: Horizontes Humanos de Kalkan

## Libro: Aprender a vivir Juntos -Diverser-Diversar- (2016)
- Estar juntos, estar entre varios, estar entre diferencias no es consecuencia de una relación jurídica, ni del voluntarismo enceguecido por su propia probidad, ni de algún virtuosismo particular: se trata de la contigüidad entre los cuerpos —es decir: el roce, la fricción, la caricia, el toque, etcétera— cuyo límite es doble: no podría derivar hacia la asimilación o la fusión de dos, ni hacia la violación o el ultraje del otro.El libro de Miguel, en tanto testimonio de un trabajo apasionante y complejo, llega como un regalo que sorprende e interpela a los nuevos relatos sobre la diversidad. Regalo o presente, que asoma en un presente confuso y difícil, asediado por regalos tramposos, como aquel regalo mítico, concebido en la noche de los tiempos, que consagró Homero en La Ilíada. Aprender a vivir juntos es la gran apuesta que nos reta este lindo libro. Para liberarnos de la familia creamos una familia; para liberarnos delpoder nos tornamos en poder; no sea que por liberarnos de la exclusión y lahomogenización generemos una máquina del control que todo lo reduzca a la inclusión y a la diversidad. El mundo humano es apalabrado, apalancado en las palabras, enunciado en las prosas, en los poemas, en las pinturas, en los números, en las señales, en las músicas, en las ciencias, en los mitos. De esto, se comprende que los límites de mis mundos corresponden a los límites de mis lenguajes. En otras palabras, es necesario entender los lenguajes para no convertirnos en sujetos enajenados-confinados sino en sujetos erguidos-desfronterizados, unos sujetos que leen en los lenguajes de los poderes, las falacias y las ofertas tempranas de apocalipsis, sujetos capaces de identificar que algunos poderes cuando hablan de diversidad lo que desean es homogeneizar y que cuando abordan la inclusión lo que pretenden es adhesión y exclusión de quienes se oponen.Propone dos neologismos para comprender mejor la diversidad: Diverser y diversar.

- Diverser: diversidad del ser, de mi ser, es la alteridad de mi interioridad, el mundo egótico, el yoico ensanchado en sus variados despliegues; es el encuentro conmigo, con mis miedos, potencias y latencias. El diverser nos lleva a pensar que nadie debe reducir nuestro ser a un universal por eficiente o lúcido que este parezca. Es adentrarse por las diversidades del ser, de mi ser que interroga la dignidad, la fragilidad humana; Hay que estar pausados para referirnos al diverser. El diverser son mis rasgos físicos, mis características psicológicas, mi consciencia en el reconocerse, mi conciencia en el campo moral, sabe de sus narcisismos, soledades, emociones, razonares, tristezas, angustias, odios, hostilidades, hospitalidades, alegrías, procastinaciones, esperanzas, utopías, poéticas, estéticas, éticas, en el diverser hacemos la fiesta con nosotros mismos, existe la autocomplacencia, autoexplotación, autocrítica, autoexigencia, autoamor, autodictaduras, autoplaceres.

- Diversar: interesarse por las diversidades de los otros que no soy yo, es en un conversar sobre lo diverso, deviene resignificación de lo humano, moviliza relaciones entre caosmovisiones, caosaudiciones, caosintuiciones que darán cuenta de sus correlatos, cosmovisiones, cosmoaudiciones y cosmointuiciones. El diversar responde a las versiones, a las desoclusiones del sustantivo y adjetivo diversidad; deviene posibilidad y condición de lo humano, existe como existencia misma, de ese ser que se manifiesta de múltiples formas, de un ser que acude a lo plural de sí para no bastarse con la idea de lo uno, de lo universal, de lo inamovible en sí. Es apertura con otros seres, es el saberme con los demás, en lo comunal, el asomarme al afuera de mi ser y a la vecindad de los otros, es la irreductibilidad del otro a mis caprichos, es reconocer e identificar que esa diversidad exógena no puedo someterla, negarla o desaparecerla.

## Libro: Tiempos intoxicados en Sociedades Agendadas. Sospechar un poco del tiempo educativo (2015)[4]
- Tiempos intoxicados en sociedades agendadas es toda una apuesta revolucionaria de Miguel Alberto González González, un intelectual colombiano que no se queda en la queja ni en el remordimiento por las formas arbitrarias de agendarnos que disponen los poderes. Es un trabajo audaz que refleja esta obra comprometida con los tiempos actuales, busca ponernos a pensar en lo hipotecados que vamos con los tiempos, en la restricción de nuestras libertades cuando encontramos que nuestros tiempos están intoxicados. Dentro del análisis riguroso de los lenguajes que usan los sistemas políticos, económicos, jurídicos y educativos entre otros, emerge la seducción por alternativas saludables para protestar contra la programación de la vida. Hay que evitar la venta del presente y el olvido del futuro. Se recomienda la lectura de este libro, una obra que nos mueve a la ilusión y a la fantasía de una utopía. El ser humano se hace viejo muy pronto y sabio un poco tarde. Con el tiempo aprende que perdonar o pedir perdón, expresar que ama, que extraña, frente a una tumba, tiene poco sentido. Conmueve al decirnos Gibran “Aquel que nos comprende esclaviza alguna cosa de nosotros”; sería paradójico imaginarnos que los poderes lograron comprender los deseos y sueños humanos, por tanto, están en condiciones de esclavizarnos, ¿Somos esclavos de los calendarios de la edad de la escritura? ¿Somos esclavos de los tiempos agendados?

## Libro: Cultura prosaica. Figuras retóricas en música popular (2020)[5]
- Cultura prosaica. Figuras retóricas en música popular. Damos un viaje a las paradojas, metáforas e ironías, tres de las variadas figuras retóricas-literarias que se dan en las canciones del despecho colombiana, música que es considerada una manifestación de la cultura popular, una manifestación cuyo origen tuvo lugar en el campo, en la montaña y se fue desplegando a las urbes, una suerte de música campesina que se alimentó de la carrilera, del tango, del canto hondo, de la ranchera y de otra serie de ritmos musicales. Su expansión, algo violenta como ha sido la historia de Colombia se da por los procesos de migración del campo a la ciudad, apurada por la violencia política, por el narcotráfico, por la usurpación de tierras y por olvido estatal de las necesidades rurales. El prejuicio de que los pobres no piensan, viven mantenidos, son ignorantes, irracionales, que son lo peor de un grupo social y, por ello, perseguidos y olvidados, ha tenido vigencia desde los grandes imperios ¿Grandes en someter humanos? hasta el sol de este 2020. Venir a decir que los pobres, los sin estudios oficiales, analfabetas, emocionales sin ley e irracionales han generado un ritmo musical movilizado con figuras retóricas-literarias, cercanos a las creaciones griegas de la tragedia y comedia, parece un chiste de mal gusto, es casi una herejía, pues queridos lectores, no es así y de ello nos encargaremos en este libro, de mostrar que lo prosaico nos alimenta, nos instituye en lo cotidiano, que lo dionisiaco está en lo prosaico, en lo popular, en el no seguir el orden, porque el orden siempre les ha odiado, desconocido, usado y devastado porque todo orden dispone de un concierto lingüístico para proteger a sus poderosos y burlarse, marginar a las plebes, como allí les nombran, como allí, en los poderes, concluidas las reuniones, les insultan.

## Libro: Aporobiografía. Testimoniar nuestras fragilidades (2021)
- Aporografía y autobiografía un testimonio de época, un oleaje al alma. Nos conmociona un poco proponer el neologismo aporografía, escrituras de pobres, grafos de las distintas maneras de ser y percibir la pobreza, así como autoaporobiografia, autobiografía de nuestras pobrezas; así que levamos anclas casi en el riesgo del naufrago, pero con la tranquilidad de que entre pobres nos entendemos y de que los ricos no gozarán de tiempo para leernos y si lo hacen no dispondrán de lenguajes para entendernos. No tememos al extraño, detestamos es al pobre, aporofobia lo nombra Cortina (2017),[6] incluso, siendo pobres no queremos reconocernos; de ahí que algunos pedagogizan, con torpeza, que una cosa es la pobreza mental y otra la económica, explicación que no resuelve el problema, más bien lo profundiza en esa acusación al pobre, puesto que, por curioso que parezca, ambas suelen confluir ya que  los poderes nos han educado para ello, unir pobreza económica con mental; de ahí nuestra rebeldía de proponer escribir en nuestras autobiografías las aporografías así naufraguemos en el intento. ¿Hay alguna educación que se interne por su autoaporobiografía? No conozco de esas publicaciones, aunque soy testigo de las marchas de profesores y estudiantes  por reivindicar sus derechos, por tener una vida más digna, demandas constantes en las distintas geografías, pese a saber que pueden naufragar frente a los poderes, no dejan de remar contra viento y marea.Propone algunos neologismos para escribir la autobiografía: aporografía, autoaporobiografía,  autociberbiografía, coporbiografía, deportobiografía,  autoecobiografía, objetobiografía, patobiografía, politobiografía y religobiografía.

- Aporopensar, aporopensador: Un aporofóbico es un aporopensador, sus pobrezas, explica González, consisten en reducir el mundo a sus propias verdades. El aporopensador no va más allá de las propias verdades, no cuestiona las propias certezas y tiende a recortar el mundo a un único telescopio o microscopio, todo aquello que ronde por fuera de sus propios lenguajes es negado u ocultado, esa es una de las marcas de un aporopensador.
- Aporografía: cuando las escrituras tienen relación, de manera decidida, sobre personas y comunidades en condiciones de pobreza, de abandono social-estatal. La pobreza es un problema de derechos humanos ¿Cómo se identifica la pobreza? Los indicadores son varios, no obstante, se reconoce lo multidimensional de la pobreza bajo dimensiones económicas, de marginalidad, vulnerabilidad, discriminación de género, etnia y raza, exclusión y desigualdad. Bienestar, acceso  a necesidades básicas y culturales son medidores que cada país posee para identificar donde alojan sus comunidades menos favorecidas. Entonces, nos arriesgamos a nombrar como aporografía toda escritura que viene de o versa sobre los pobres.
- Aporobiografía:  neologismo que se traduce como la biografía de personas, de comunidades desamparadas. Su etimología es aporo, pobreza, bios, vida, grafos, escribir. Escritura de la vida bajo condiciones de pobreza económica o fragilidades de otra índole que, en algún momento, nos ha tornado vulnerables y marginados; es un relatar las dificultades para sobrevivir o siquiera para resolver las necesidades básicas a partir de cualquier violación a nuestros derechos humanos; es un retratar las condiciones de marginalidad, vulnerabilidad, discriminación, exclusión o desigualdad. Escribir nuestra aporobiografía es un desafío que nos va a conectar con cientos de exclusiones padecidas o que hemos hecho padecer.
- Autoaporobiografía:   autoescritura, relatos de un pobre, de nuestras situaciones de pobreza; es la escritura de sí que contiene todas las vivencias directas o indirectas de pobreza, de olvido, de abandono que se ha padecido. Hay distintas pobrezas que deben reconocerse, la más reconocida es la económica, pero al escribir sobre nuestra vida detectamos nuevas pobrezas para existir y encontrarnos en y con los otros. Autoaporobiografía, deviene de auto, por sí mismo, aporo, pobreza, bios, vida, grafos, escribir; escribir nuestras condiciones de pobreza, no sólo económica sino de las distintas dimensiones del existir, puesto que podemos ser adinerados, pero  con pobrezas lingüísticas, sentimentales o de cualquier otro orden convivencial.
- Aporopedagogía, aporodidáctica, aporoeducación, aporoformación: Relatar las pobrezas que experimentamos y vivimos en los procesos educativos. Las pobrezas de los procesos pedagógicos o aporopedagogías, las pobrezas de las enseñanzas o las aporodidácticas, las pobrezas de la formación en las disciplinas o aporoformación y de las pobrezas de la educación en general, aporoeducación.

## Libros publicados de cuentos[7]
Una serie de cuentos, que unidos por una ciudad y una familia imaginarias, forman una curiosa novela, o más bien, es una novela, que con una estructura poco frecuente forma una serie de diez cuentos, cada uno independiente, pero todos integrados en una unidad. Estas narraciones entabladas en el lenguaje coloquial permiten adivinar a cualquiera de los pueblos de nuestra América Latina, pero se hace universal en la medida, en que —como dice el narrador— “la vida es así”, se tornan en las historias casi cotidianas que podrían sucederse en todos los lugares del planeta. 
- Los amores prohibidos de kalkan. (1998). ISBN 958-9249-26-4
- Analectas de la caverna. (2004). ISBN 958-8236-06-1
- Forbidden love in Kalkan. (2014). ISBN 978-1632492890 y ISBN 163249289X
- Un preludio de sorderas. (2016). ISBN 978-958-06-1347-3
- Amores prohibidos en Kalkan. (2017). ISBN 978-958-06-1371-8

## Libro: un preludio de sorderas (2017)[8]
- Constituye una sucesión de cuentos cortos, minihistorias que desafían los grandes problemas de nuestra época. Las locuras de nuestros tiempos, La corrupción, la inhabilidad de los políticos, las fronteras del amor, los resquicios de las religiones y sus interpretaciones devastadoras, las deficiencias de la educación, la maquinación de la realidad y la irrupción de las preguntas en cascada que nos enseñan que al final de los tiempos siempre nos quedarán las utopías. Es un juego de ironías, es un entramado de dispositivos lingüísticos que nos hace reír al cabo que leemos la profunda banalidad en que se moviliza la humanidad. No todo es horror, una esperanza resurge, todo está en los lenguajes nada por fuera, por tanto, todo está en los seres humanos.

## Libro: Amores prohibidos en Kalkan (2017)
- Amores prohibidos en Kalkan. En el pueblo creado Kalkan —al estilo Yoknapatawpha de Faulkner y Macondo de Gabo—, se suceden las estridencias propias de un lugar imaginado, pero con resonancias e implicaciones mundiales, en la dialéctica local-universal. El estilo del libro es limpio, y hace evocar, a la pluma de García Márquez, cuando escribe “En este pueblo no hay ladrones”, pues es fresco, sencillo y cala en la imaginación. Kalkan permite adivinar a cualquier lugar del planeta, son historias casi cotidianas, cargadas de filosofía y humor. Ciertos acontecimientos resaltan el trabajo del escritor por hacer de su obra literaria el ingenio para mostrar una forma de pensar y de ser, un rostro de época. Hacernos reír para luego interesarnos por las grandes preguntas económicas, jurídicas, religiosas, éticas, amorosas y filosóficas que la humanidad parece estar olvidando es el estilo que inaugura Miguel.

## Algunos capítulos de libro
- Students with learning difficulties, training, border, challenges. Beyond violence and nearer perfect peace in Colombia. (2014). Libro: Reflexivity in Higher Education. Capítulo. Nápoles, Italia. ISBN 978-88-548-7014-7. Editorial. Aracne Editrice. P. 127-150.
- La crisis ambiental y el neoscurantismos filosófico. (2013). Libro: Desafíos ambientales. ISBN 978-607-414-405-5. Ed: Publicaciones Instituto Politécnico Nacional en México.
- Entre l’imagination et l’angoisse. Métaphores et paradoxes des peurs dans les récits des enseignants universitaires. (2015). Libro: Les histoires de vie en Amérique Latine Hispanophone ISBN 978-2-343-01994-9. En: Francia, París. Editorial L’Harmattan,
- The oblivion we will be. Dilemmas of being elderly in Colombia. What about higher Education? (2016). Libro: International Perspectives on Older Adult EducationISBN 978-3-319-24937-7. Suiza, Editorial Springer.
- El Genocidio armenio, humillación a un grupo humano al delirar la razón ilustrada: cien años de soledad y apatía. (2016). Libro: Cien años del genocidio armenio: un siglo de silencio. ISBN 978-84-944520-6-2. España, Editorial e-DitARX Publicaciones.

## Algunos artículos publicados
- Validez universal de un lenguaje. (2007) Revista Lúmina Nro. 8, Universidad de Manizaless. ISSN: 0123-4072[9]
- Prospectivas de la Policía en América Latina ¿y la academia? (2011) . Revista Estudios Sociales, Nueva Época, Universidad de Guadalajara, México[10]
- Deseo y necesidad: del muro al abismo. (2010). Revista Gepu ISSN 2145-6569. Vol. I No. III, 2010, Universidad Del Valle, Colombia.[11]
- Desesperos de Modernidad. (2010). Revista Ambiente Jurídico ISSN 0123-9465. Nro. 12 año 2010. Universidad de Manizales.[12]
- Lenguajes del poder. Violencias ritualizadas. Paradojas. (2012). ISSN: 0124- 4361 Ed: Universidad Cooperativa. Ed. Nro. 10, vol. 17, pp. 149–162.[13]
- Lenguajear el poder. Los olvidos de los docentes ¿La memoria escindida? (2013) Revista Trilogía del ITM de Medellín.Nro. 9, pp. 77–98.[14]
- Los conflictos del lenguaje. El lenguaje, una Caja de Pandora. (2013). Revista Miradas, Universidad Tecnológica de Pereira, pp. 136–148.[15]
- El maestro en sus lenguajes, un artesano de su devenir. ¿Fantasías de una utopía? (2013). Colombia Revista Historia De La Educación Latinoamericana ISSN: 0122-7238 ed: Búhos Editores. v. 12 fasc. 12, pp. 305–334.[16]
- Metáforas y paradojas de los miedos en los sujetos docentes. (2014). Revista Latinoamericana de Ciencias Sociales, Niñez y juventud ISBN 1692-715S/ ISNN electrónico: 2027-7679. Vol. 12. Nro. 1. P. 335-370.[17]
- Escritura y desplazados en Colombia. ¿Y la educación? (2014). Revista Brasileira de Edcação de jovens e Adultos. ISSN: 2317-6571, pp. 77–95 v.Nr. 2.[18]
- Estudiantes con dificultades de aprendizajes en contexto de violencia social, desafíos de fronteras de educación. Más allá de la violencia y Más acá de una paz perfecta en Colombia. (2014). Revista Textos y sentidos. Universidad Católica de Pereira. ISSN: 2215-8812. p. 133, 174 v. N.º 10.[18]
- Learning in violent contexts. Dialogues war. (2015). Global Journal for research analysis. ISSN: 2277-8160. VOL 4, NRO. 3, p,60-67.[19]
- Powers Languages. Ritualized violence in education. Paradoxes. (2015). Weber Educational Research & Instructional Studies. ISSN: 2449-1608. v.1, Nro. 2, p.1- 7[20]
- Powers languages and teachers forgetfulness (2015). International Journal of Research in Commerce, IT & Management. ISSN: 2231-5756. v. 5, n.º 6, pp. 7–10[21]
- Los lenguajes en apocatástasis. Caos y fractales. (2015). Revista Escribanía, Universidad de Manizales, Colombia. 0123-6938. Nro. 13, vol. 1, pp. 47–57.[22]
- Powers Languages, War Languages, Education and Literature: Two Ways of Seeing and Living the Forced Displacement Drama in Colombia. US-China Education Review A. ISSN: 2161-623X. v. 6, pp. 105–115[23]
- Lenguajes de los poderes. Lemas y eslóganes institucionales en su capacidad de pensarnos ¿Y las universidades? (2016). Revista El Ágora, USB, Universidad de San Buenaventura. ISSN: 1657-8031 v. 16, fasc. 2, pp. 547–570.[24]

## Pinturas
Se despliega en dos conceptos básicos: la naturaleza en sus colores, de alguna manera, es bucólico y ocupado de la no compresión de la crisis ambiental. En relación con el tiempo se sumerge en la reducción de la vivencia humana del tiempo a lo que dictan los relojes, los calendarios y las agendas. Le llaman la atención las sociedades agendadas.